# ヒメハルゼミ
ヒメハルゼミ（姫春蝉、姫春蟬、学名：Euterpnosia chibensis）は、カメムシ目（半翅目）セミ科に分類されるセミの一種。西日本各地の照葉樹林に生息し、集団で「合唱」することが知られる。他のセミは、生息分布域が面であるのに対し、ヒメハルゼミは点で表される。もともと、飛翔能力が短く、生活圏を広げようとしない性格に加え、生息条件が限られた貴重なセミである。

## 特徴
成虫の体長はオス24-28mm、メス21-25mm、翅端まで35mmほどで、ハルゼミと同じくらいの大きさである。外見も名のとおりハルゼミに似るが、ハルゼミより体色が淡く、褐色がかっている。前翅の翅脈上に2つの斑点があり、さらにオスの腹部には小さな突起が左右に突き出る。頭部の幅が広いが、体は細長い。オスの腹部は共鳴室が発達してほとんど空洞となっており、外観も細長い。いっぽうメスは腹部が短く、腹部の先端に細い産卵管が突出する。
基亜種ヒメハルゼミ E. c. chibensis は西日本の固有種で、新潟県・茨城県以西の本州・四国・九州・屋久島・奄美大島・徳之島に分布する。学名の種名 "chibensis" は「千葉に棲む」の意である。

### 生態
生息域はシイ、カシなどからなる丘陵地や山地の照葉樹林で、人の手が入っていない森林に集団で生息する。ヒグラシと同所的に生息することもある。成虫が発生するのは6月下旬から8月上旬頃までで、他のセミより一足早く、短期集中で発生する。
オスの鳴き声はアブラゼミに強弱をつけたようで、「ギーオ、ギーオ…」「ウイーン、ウイーン…」などと表現される。さらに本種は集団で「合唱」をする習性をもつ。ある1匹が鳴き始めると周囲のセミが次々と同調、やがて生息域全体から鳴き声が聞こえ、同様に次々と鳴き終わる。森林に生息するため鳴き声を聞く機会は少ないが、発生時期に生息地の森林に踏み入ると、「森の木々が鳴いている」とも表現される蝉時雨に見舞われる。特に夕方に連続してよく鳴く。
走光性が強く、成虫や羽化直前の幼虫は光に集まる。

## 保全状況
照葉樹林が開発・伐採されることにより生息地が各地で減少しているが、同時に各地での保護活動も盛んである。分布北限に近い3ヶ所の生息地が国の天然記念物に指定されている。
- 1934年指定 片庭ヒメハルゼミ発生地（茨城県笠間市片庭）
- 1941年指定 鶴枝ヒメハルゼミ発生地（千葉県茂原市上永吉）
- 1942年指定 能生ヒメハルゼミ発生地（新潟県糸魚川市・旧能生町）
- 1957年指定 相楽ヒメハルゼミ棲息地（愛知県蒲郡市相楽町）

他にも自治体レベルで絶滅危惧種や天然記念物に指定している所が数多い。

## 日本産近縁種
南西諸島で1亜種・2同属種が知られる。その他ヒメハルゼミ属のセミは東南アジア・中国・台湾にかけての熱帯・亜熱帯域に知られる。

### 亜種
ダイトウヒメハルゼミ（大東姫春蝉） E. c. daitoensis Matsumura, 1917
南大東島・北大東島に分布する固有亜種。体長25-30mmで、基亜種ヒメハルゼミよりやや大きい。海岸部のアダンやススキなどからなる群落に生息し、成虫は3月～4月(西海岸の産地では6月～7月)に発生する。基亜種とは多くの差異があり、隔離分布地で独自の種分化を遂げたと考えられている。また本亜種内での個体変異も著しく、色彩・模様の両極端な個体を並べると、とても同一亜種とは思えないほどである。海岸部の開発で生息地が減少しており、環境省レッドリストで絶滅危惧II類(VU)に記載されている。南大東島では楽観はできないものの、比較的持ち直しつつある傾向が見られるが、北大東島では主な生息地に近年道路が造られ、種の存続が大いに危ぶまれている。

### 同属種
オキナワヒメハルゼミ（沖縄姫春蝉） E. okinawana (Ishihara, 1968)
沖縄本島・伊平屋島・久米島・沖永良部島に分布する固有種。以前まではヒメハルゼミの亜種とされたが、現在は別種とされる。ヒメハルゼミよりやや小さい。鳴き声はヒメハルゼミと比べもともとのテンポが速く、しかもだんだんと速まっていく。
イワサキヒメハルゼミ（岩崎姫春蝉） E. iwasakii (Matsumura, 1913) wikispecies
ヒメハルゼミの亜種ではなく別種とされる。体長19-28mmで、ヒメハルゼミよりも更に細長い体型をしている。石垣島・西表島・与那国島に分布し、成虫は4月-8月に発生する。種名は八重山諸島の自然を研究し功績を残した岩崎卓爾に対する献名である。